# PDC Pro Tour Order of Merit
Die PDC Pro Tour Order of Merit, seit Juli 2025 offiziell PDC Pro Tour Rankings, ist eine gesonderte Rangliste der PDC im Dartsport. Sie wurde 2012 eingeführt und löste die damalige Players Championship Order of Merit ab, welche 2016 mit neuer Funktion wieder eingeführt wurde. Sie beinhaltet die Preisgelder der Events der PDC Pro Tour, also der Players Championships und der European Tour Events. Deren Preisgelder werden zudem separat in den European Tour Rankings und den Players Championship Rankings geführt.
Die Rangliste wird auf einer 1-Jahr-Basis berechnet, das heißt, dass die Preisgelder der letzten 12 Monate, die in diesen Turnieren erspielt wurden, für die Berechnung relevant sind.

## Geschichte
Die PDC Pro Tour wurde erstmals im Jahr 2002 ausgetragen. Damals bestand sie ausschließlich aus UK Open Qualifiers, erst 2004 kamen die Players Championships dazu. Beim World Matchplay 2007 qualifizierten sich erstmals 16 Spieler über eine gesonderte Rangliste, welche nur die Players Championship-Events berücksichtigte. Diese Players Championship Order of Merit galt von nun an bis 2012 für mehrere Turniere. Nachdem 2012 die European Darts Tour erstmals ausgetragen wurde, entschied man sich, die Players Championship Order of Merit abzuschaffen und die Pro Tour Order of Merit einzuführen, in die erstmals neben den Players Championships auch die UK Open Qualifiers (2018 letztmals ausgetragen) und die European Tour mit hineinzählten.
2016 wurden die Qualifikationskriterien für die European Darts Championship und die Players Championship Finals geändert. Seither gibt es für sie zwei weitere Ranglisten.

## Qualifikation
Die Pro Tour Rangliste ist Grundlage für die Qualifikation zu einigen Turnieren der PDC.
| Anzahl der Spieler | qualifiziert für             |
| ------------------ | ---------------------------- |
| Top 16             | European Darts Tour Event    |
| Top 16             | World Matchplay              |
| Top 16             | World Grand Prix             |
| Top 40             | PDC World Darts Championship |

Mit den Top 16 bzw. Top 32 der PDC ProTour Rankings sind nur die Spieler gemeint, die nicht bereits durch die PDC World Rankings für das jeweilige Turnier qualifiziert sind. Da große Überschneidungen die Regel sind, ist es durchaus möglich, dass bereits Platz 32 bzw. 80 in der PDC ProTour Rankings zur Qualifikation ausreicht.
Für die European Darts Tour Events war bis 2023 ausschließlich die Besetzung der Pro Tour Order of Merit relevant. Seit 2024 sind aber auch hier die Top 16 automatisch qualifiziert. Im Gegensatz zu den Major-Turnieren wurde die Setzliste jedoch weiterhin anhand des PDC Pro Tour Rankings gebildet, wobei die besten 16 Spieler direkt in der zweiten Runde einstiegen. Seit 2025 sind nun auch die Top 16 für die zweite Runde gesetzt. Die Top 16 des PDC Pro Tour Rankings sind weiterhin qualifiziert, müssen nun aber in der ersten Runde einsteigen.
Ausschlaggebend sind dabei Stichtage, die bereits mehrere Wochen bis Monate vor den Turnieren liegen können. Wenn zwischen dem Stichtag und dem dazugehörigen Turnier noch ein weiteres Turnier liegt, fließt dieses daher nicht mehr in die Qualifikation ein, sondern erst bei späteren Turnieren. Daher kann auf der European Tour die etwas kurios anmutende Situation eintreten, dass Spieler für einzelne Turniere nicht qualifiziert sind, danach aber wieder, obwohl sie zwischendurch gar nicht angetreten sind.
Seit 2016 werden die Preisgelder der Players Championships und der European Tour darüber hinaus auch noch für eigene Ranglisten herangezogen, die European Tour Rankings und die Players Championship Rankings. Die Top 32 des European Tour Rankings qualifizieren sich für die European Darts Championship, die Top 64 des Players Championship Rankings für die Players Championship Finals. Hierbei ist immer der Stand nach dem Ende der jeweiligen Saison ausschlaggebend, daher werden die Gelder der vergangenen Saison bei diesen Ranglisten von Anfang an nicht berücksichtigt.
Die Events der European Darts Tour und der Players Championships zählen darüber hinaus auch direkt für die PDC World Rankings. Aufgrund der höheren Preisgelder in Major-Turnieren ist es aber unwahrscheinlich, die vordersten Plätze nur durch Preisgelder aus der Pro Tour zu erreichen. Für die tieferen Plätze, und damit für die Frage, wer seine Tour Card für das nächste Jahr behalten darf, sind hingegen auch diese Preisgelder von höchster Wichtigkeit.

## Aktuelle Rangliste
Die PDC Pro Tour Rankings (bis Platz 32) mit Stand vom 30. Juli 2025 (nach Players Championships 2025, Event Nr. 23):
| Platz | Spieler               | Preisgeld in £ |
| ----- | --------------------- | -------------- |
| 01 ▲  | Martin Schindler      | 166.000        |
| 02 ▼  | Stephen Bunting       | 165.000        |
| 03 ▬  | Damon Heta            | 153.500        |
| 04 ▬  | Chris Dobey           | 144.000        |
| 04 ▲  | Dave Chisnall         | 144.000        |
| 06 ▲  | Gerwyn Price          | 142.500        |
| 07 ▲  | Ross Smith            | 140.000        |
| 08 ▲  | Jonny Clayton         | 137.000        |
| 09 ▲  | Gian van Veen         | 135.000        |
| 10 ▼  | Josh Rock             | 131.500        |
| 11 ▼  | Cameron Menzies       | 126.750        |
| 12 ▼  | Luke Humphries        | 125.000        |
| 13 ▲  | Wessel Nijman         | 124.000        |
| 13 ▲  | Michael van Gerwen    | 124.000        |
| 15 ▲  | Gary Anderson         | 120.000        |
| 15 ▼  | Ryan Searle           | 120.000        |
| 17 ▼  | Luke Littler          | 116.000        |
| 18 ▬  | James Wade            | 114.500        |
| 19 ▲  | Nathan Aspinall       | 107.500        |
| 20 ▲  | Danny Noppert         | 106.500        |
| 21 ▲  | Jermaine Wattimena    | 105.500        |
| 22 ▬  | Dirk van Duijvenbode  | 99.000         |
| 23 ▼  | Mike De Decker        | 97.500         |
| 24 ▼  | Peter Wright          | 90.500         |
| 25 ▲  | Daryl Gurney          | 90.500         |
| 26 ▼  | Andrew Gilding        | 87.500         |
| 27 ▲  | Luke Woodhouse        | 78.500         |
| 27 ▬  | Ricardo Pietreczko    | 78.500         |
| 29 ▲  | Raymond van Barneveld | 73.000         |
| 30 ▲  | Ryan Joyce            | 71.750         |
| 31 ▲  | Niels Zonneveld       | 70.500         |
| 32 ▬  | Krzysztof Ratajski    | 67.500         |